# 平川香織
平川 香織（ひらかわ かおり、2000年7月29日-）は、東京都杉並区出身の元フィギュアスケート選手、女子ボートレーサーである。
最終学歴は日本橋女学館高等学校休学中。登録第5045号。122期。同期には元アーティスティックスイミングの選手で日本代表「マーメイドジャパン」にも選出された、アーティスティックスイミング界から初めてボートレーサーに転向した計盛光らがいる。

## 人物

### フィギュアスケーター時代
6歳より高校休学までの約10年の短い期間の活動ではあったが、平川はもともとはシングルスケーティングでのフィギュアスケート選手であった。
小学生時代には後に男子フィギュア界で世界的活躍をすることとなる羽生結弦と同じコーチが指導していたことから、羽生と同じ場所で練習していたこともあった。
中学校はフィギュアスケートの名門選手が進学することの多い日本橋女学館中学校（現・開智日本橋学園中学校）に入学。同中学校では中高一貫校のため、中学校卒業後は日本橋女学館高等学校に進学した。中学校・高校での同学年には後に世界各国でのフィギュアスケートの大会で大いに活躍することとなる樋口新葉がいる。また、時期までは不明であるものの、樋口と同じクラス=学級になったこともあった。
小学校から中学校時代には下記の通り大会にも数多く出場していた。
平川は父親がボートレースファンだったことから、その影響でフィギュアスケート選手時代よりボートレースにも造詣があった。幼少期よりボートレース戸田などのレース場へ父親によく連れて行ってもらっており、レース場のゲームコーナーで遊んでいたり、時にはレースの戦もしていた。
フィギュアスケート選手としての成績が伸び悩んでいた2015年に、当時現役最年長ボートレーサーであった加藤峻二のレースを父親と一緒に観戦し、それを契機にボートレーサーへの転向を決意した。（なお、加藤はこのレースが引退レースとなった。）
その後ボートレーサーに転向する準備のため、平川は高校1年生でフィギュアスケート選手を引退した。また日本橋女学館高等学校に休学届を出して受理され、ボートレーサー募集試験に挑むこととなった。

### ボートレーサー時代
ボートレーサーへの転向を目指すこととなった平川は、ボートレーサー募集試験において、全国中学校スケート大会出場など、フィギュアスケートでの実績が認められ、ボートレーサー養成所にスポーツ推薦枠として受験し合格。
ボートレーサー養成所での訓練を経て2018年5月22日よりボートレーサーでのデビューを果たす。
平川は生まれも育ちも東京都だが、家族同伴で上記の戸田によく観戦で通っていた経緯から、支部の所属は東京ではなく埼玉を希望し、埼玉支部所属となった。
目標としているレーサーはSG最年少覇者記録を有している静岡支部の服部幸男であると語る。

## 来歴

### フィギュアスケート
2010－2011シーズン
- 東京フィギュアスケート選手権大会ノービスB　18位

2011－2012シーズン
- 東京フィギュアスケート選手権大会ノービスB　5位
- 第15回全日本フィギュアスケートノービス選手権大会ノービスB　30位

2012－2013シーズン
- 東京フィギュアスケート選手権大会ノービスA　25位

2013－2014シーズン
- 東京フィギュアスケート選手権大会ノービスA　8位

2014－2015シーズン
- 東京フィギュアスケート選手権大会ジュニア　9位
- 第31回東日本フィギュアスケートジュニア選手権　24位
- 第35回全国中学校スケート大会　59位

### ボートレース
- 2018年3月24日、選手登録。
- 2018年5月22日からボートレース戸田で開催された 一般戦「BACHプラザ杯」初日第1Rでデビュー[9]。（6着）
- 2019年8月25日からボートレースからつで開催された 一般戦「桃咲まゆ杯〜ほぼ女子戦〜」初日第8Rにて初勝利[10]。

## 戦績

### ボートレース
- 出走回数：447回
- 1着回数：21回
- 優出回数：0回
- フライング(F)回数：2回
- 出遅れ(L)回数：1回
- 通算勝率：3.48
- 2連対率：
- 3連対率：
- 生涯獲得賞金：22,340,005円